# Mons Hansteen
Mons Hansteen és una estructura geològica del tipus mons a la superfície de la Lluna, situada amb el sistema de coordenades planetocèntriques a -11.66 ° de latitud N i -49.74 ° de longitud E. Fa un diàmetre de 30.65 km. El nom va ser fet oficial per la UAI l'any 1976 i fa referència al proper cràter Hansteen.Northernmost Latitude